# 黃銘輝
黃銘輝，臺灣法律學者，專長在憲法、行政法、通訊傳播法，為美國威斯康辛大學麥迪遜分校法學博士，現任國立臺北大學法律學系副教授。

## 教育背景
黃銘輝先後畢業自高雄中學、東吳大學法律學系，大學時曾修讀湯德宗開設的課程，影響他選擇研究公法。研究所進入國立中興大學法商學院法律學研究所（後改為國立臺北大學法學學系碩士班，即今該校法律學系碩士班），碩士論文指導教授為陳春生。嗣後赴美國留學，於威斯康辛大學麥迪遜分校修讀法學博士學位，博士學位論文主題在傳播法領域。

## 職業經歷
黃銘輝就學時，曾在保成補習班以黃黌宸的暱稱，兼職講授國家考試公法科目。留美返臺後，於國立臺北大學法律學系任教，並兼任公共電視文化事業基金會第6、7屆監察人。
學術立場上，黃銘輝認為在2021年中天新聞台不予換照事件中，聽證會不符正當行政程序要求，應再次辦理。就《黨產條例》而言，黃銘輝肯定司法院釋字第793號解釋中對轉型正義的評價，但認為執行機關黨產會在實際行政程序上「悖離法治」。2024年國會職權修法釋憲案中，他受立法院推薦，由憲法法庭指定以專家學者身分出席言詞辯論，提供意見。黃銘輝主張大法官應保持自，程序上寬鬆地針對這起政治部門間的爭議進行司法審查；實體上建議採取「合憲法律解釋」方法，在排除法案瑕疵前提下，維持剩餘部分的效力。依法律學者孫迺翊觀察，黃銘輝在立法程序審查上的見解，「對於後續判決理由之構成應有一定程度之影響」。